# Berecz Gyula
Berecz Gyula Lajos Ede (Komárom, 1894. október 20. – Budapest, 1951. október 7.) szobrász.

## Élete
Törökszentmiklósi Berecz Alajos megyei írnok és tatai Girch Franciska fia.
Iskoláit Komáromban, ill. Győrben a fa- és fémipari középiskolában végezte. 1923-ban fejezte be ötvösművészi és szobrászati tanulmányait a budapesti Iparművészeti Iskolán, majd visszatért Komáromba. Azután 1927-ig Budapesten főleg mellszobrok mintázásával foglalkozott. 1926-ban a Jókai Egyesület ösztöndíjával négy hónapos tanulmányúton volt többek között Rómában és Firenzében. 1940-ben megbízást kapott, hogy készítse el Czuczor Gergely, Feszty Árpád, Gyulai Rudolf, Hetényi János, Jászai Mari, Jókai Mór, Konkoly Thege Miklós, Kultsár István, Ribáry Ferenc, Baróti Szabó Dávid, Szinnyei József, id. Pázmándy Dénes, Ghyczy Kálmán, Takáts Sándor és Thaly Kálmán gipszszobrait.
1948-ig Komáromban élt, majd kitelepítették.

## Emlékezete
- 2024 Komárom, emléktábla[6]
- Komáromban utca viseli a nevét

## Művei

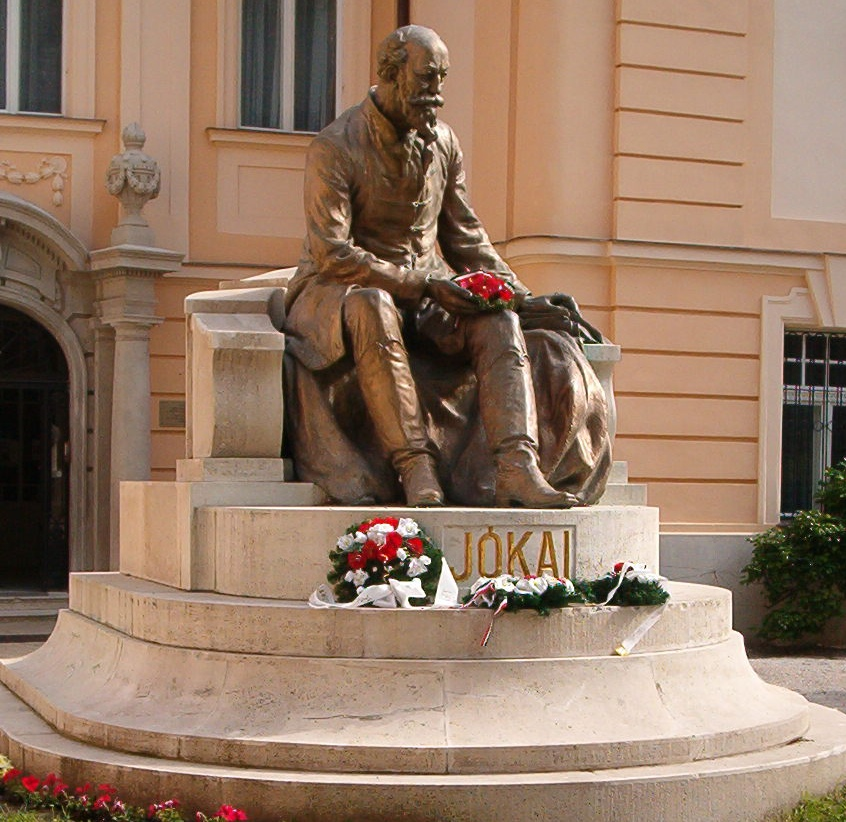
Jókai Mór szobra Komáromban

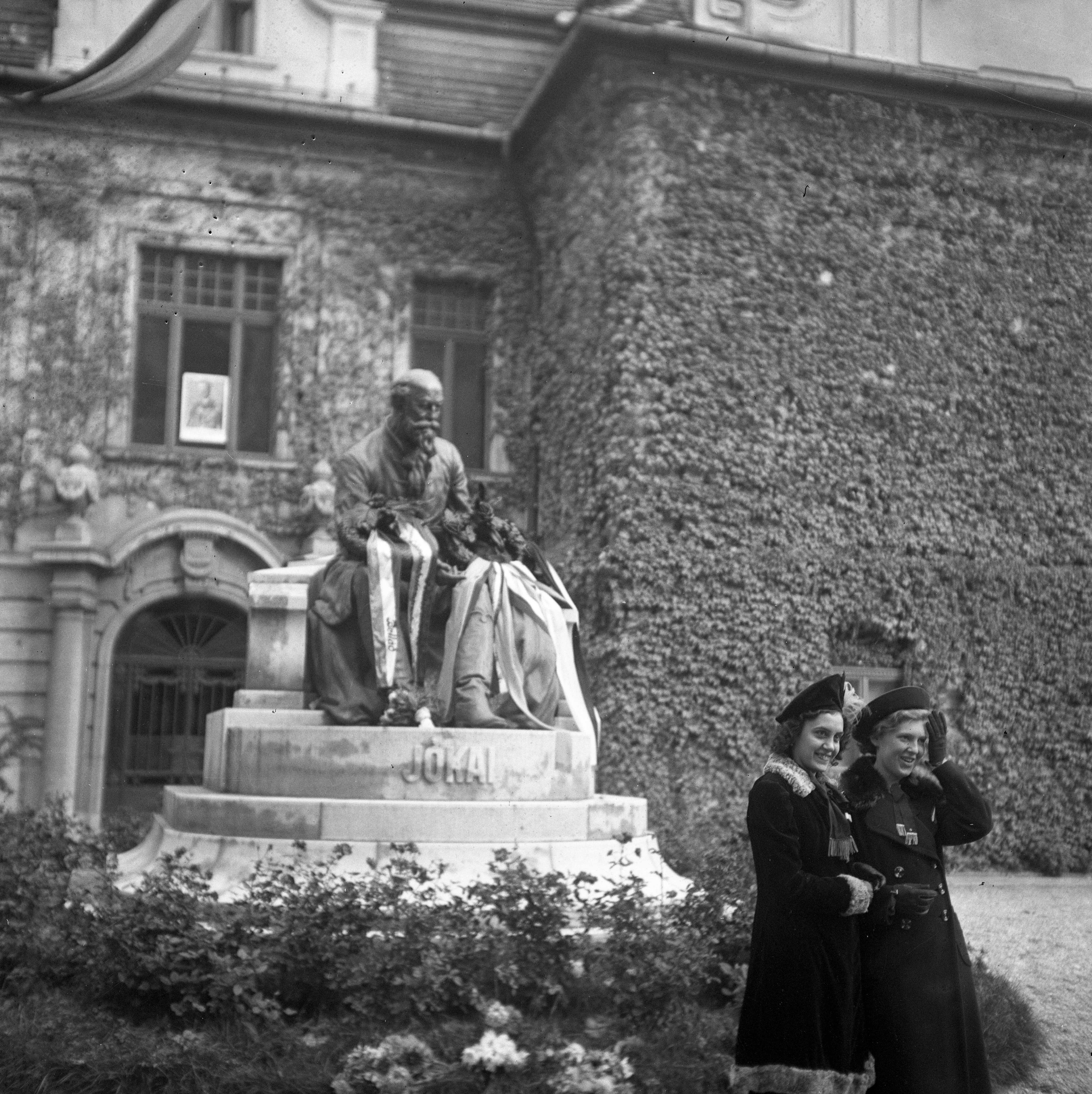
Jókai 1938

- 1935 érsekújvári csata emlékműve, Érsekújvár[7]
- 1937 Jókai-szobor, Komárom a Duna Menti Múzeum főépülete előtt
- Passió, Komárom Szent András templom
- Emléktábla a komáromi Szent Benedek rend székházának homlokzatán
- Thain János mellszobra (Érsekújvár)
- Több hősi halottak emlékműve például: Barsfűzön, Keszegfalván, Komáromban, Megyeren, Nemesócsán (1929), Pereden, Udvardon stb.